# 13463 Antiphos
13463 Antiphos este o planetă minoră (asteroid), cu un diametru de 25,326 km, din Asteroid troian al lui Jupiter. A fost descoperită pe 25 septembrie 1973 la Observatorul Palomar de Cornelis Johannes van Houten și a fost numită după Antiphus⁠(d). 
Obiectul prezintă o orbită caracterizată de o semiaxă mare de 5,1832215 UAi, o excentricitate de 0,007, o înclinație de 10,52607 ° în raport cu ecliptica.